# Oberlausitzer Bergweg

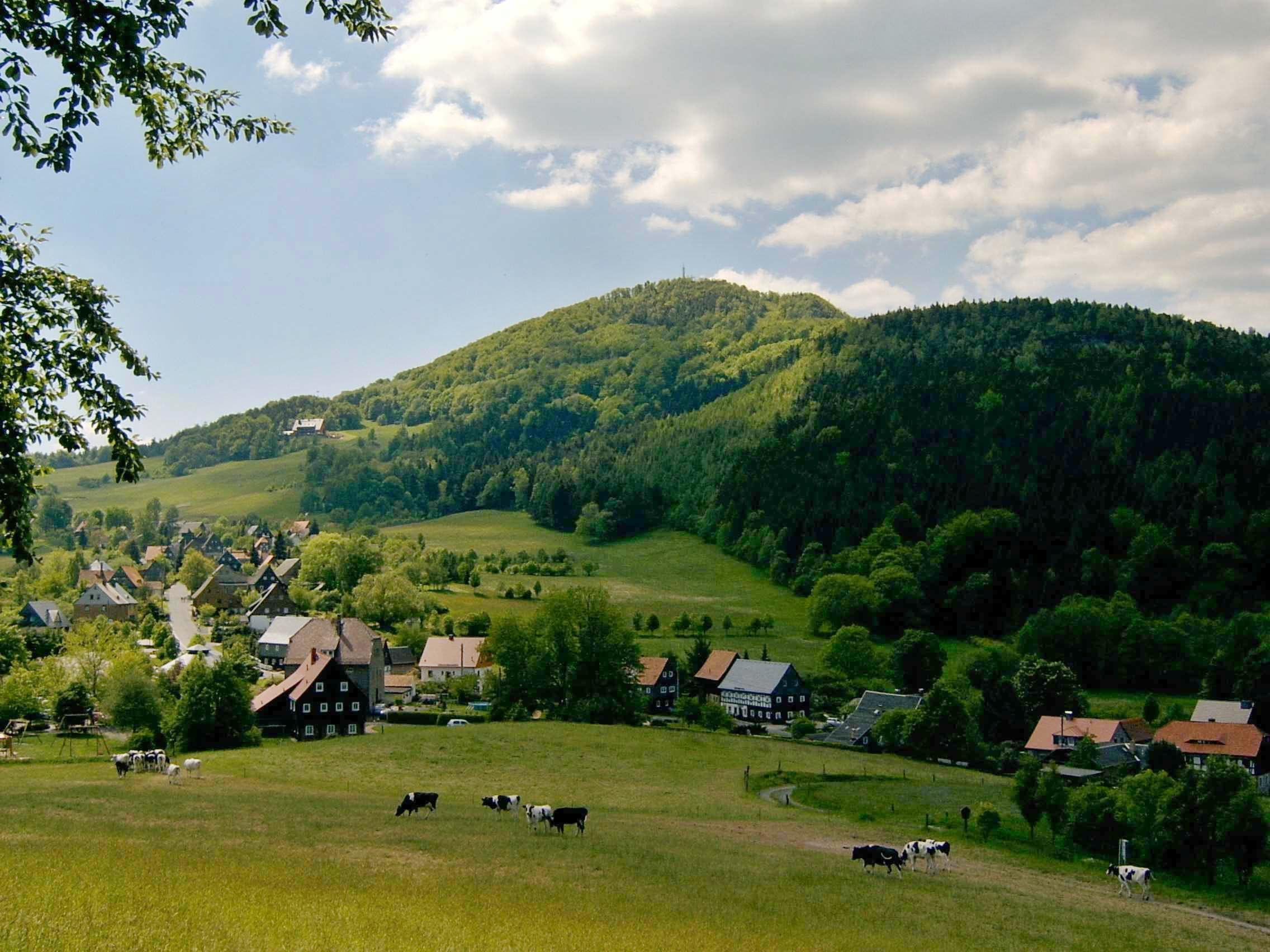
Die Lausche am Oberlausitzer Bergweg

Der Oberlausitzer Bergweg ist eine 118 km lange Wanderroute im Oberlausitzer Bergland und Zittauer Gebirge, welche nach 1990 auf schon vorhandenen Wanderwegen neu eingerichtet wurde. Zwischen dem Valtenberg und Zittau ist die Strecke identisch mit dem östlichen Abschnitt des Fernwanderweges Zittau–Wernigerode.

## Wegeführung

Wegmarke

Der Oberlausitzer Bergweg führt von Neukirch/Lausitz über 6 mögliche Etappen nach Zittau. Markiert wird er mit einem waagerechten blauen Strich auf weißem Grund.
1. Etappe

Neukirch/Lausitz – Sohland a. d. Spree (ca. 25 km)

Neukirch/Lausitz – Valtenberg (587 m) – Wesenitzquelle – Steinigtwolmsdorf – Wehrsdorf – Dreiherrenstein – Prinz-Friedrich-August-Baude (469 m) – Sohland a. d. Spree
2. Etappe

Sohland a. d. Spree – Beiersdorf (ca. 12 km)

Himmelsbrücke Sohland – Stausee Sohland – Kälbersteine mit Böhmischer Aussicht – Picka – Bieleboh (499 m) – Beiersdorf
3. Etappe

Beiersdorf – Eibau (ca. 25 km)

Beiersdorf – Neusalza-Spremberg – Schmiedesteine – Museum Reiterhaus – Kuhberg – Raumbusch – Abzweig Spreequelle – Kottmar (583 m) – Walddorf – Eibau
4. Etappe

Eibau – Waltersdorf (ca. 28 km)

Eibau – Oderwitz – Bleichteiche, Großer Stein (471 m) Spitzkunnersdorf – Weißer Stein – Großschönau – Lausurtal – Herrenwalde – Pilzdörfel – Weberberg – Lauscheborn – Waltersdorf
5. Etappe

Waltersdorf – Oybin/Lückendorf (ca. 15 km)

Waltersdorf – Jonsdorf Nonnenfelsen (537 m) – Waldbühne Jonsdorf – Oybin-Hain – Aussichtsberg Hochwald (749 m) – Kammloch Oybin/Lückendorf
6. Etappe

Oybin/Lückendorf – Zittau (ca. 13 km)

Kammloch – Scharfenstein (569 m) – Teufelsmühle – Eichgraben – Hartau – Dreiländereck an der Neiße – Zittau, Stadt am Dreiländereck